# Mohammed Al Murawwi
Mohammed Hasan Ao Murawwi, nascido em 13 de setembro de 1988 em Ras al-Khaimah, é um ciclista emirati, antigo membro da equipa Skydive Dubai-Al Ahli Club.

## Palmarés em estrada
- 2008
  - 2.º do campeonato dos Emirados Árabes Unidos em estrada
- 2009
  -  Campeão dos Emirados Árabes Unidos em estrada
  - Classificação geral do Tour of the AGCC Arab Gulf
  -  Medalhista de bronze no campeonato do Golfo Pérsico em estrada
  - 3.º do campeonato dos Emirados Árabes Unidos do contrarrelógio
- 2010
  -  Medalhista de prata no campeonato de Golfo Pérsico do contrarrelógio
  - 9.º do Campeonato Asiático do contrarrelógio
- 2013
  -  Campeão dos Emirados Árabes Unidos do contrarrelógio
  - 3.º do Sharjah Internacional Cycling Tour
- 2014
  - 2.º do campeonato dos Emirados Árabes Unidos do contrarrelógio
  -  Medalhista de bronze do contrarrelógio por equipas nos campeonatos árabes dos clubes
- 2015
  - 2.º do campeonato dos Emirados Árabes Unidos em estrada
- 2016
  - 3.º do campeonato dos Emirados Árabes Unidos do contrarrelógio
- 2017
  - 2.º do campeonato dos Emirados Árabes Unidos do contrarrelógio
- 2018
  - 2.º do campeonato dos Emirados Árabes Unidos do contrarrelógio

## Classificações mundiais
| Ano           | 2008  | 2009 | 2010 | 2011 | 2012 | 2013 | 2014  |
| UCI Asia Tour | 78.º. |      |      |      |      |      | 159.º |